# Зайцев, Василий Григорьевич (генерал)
Васи́лий Григо́рьевич За́йцев (13 марта 1905 — 5 декабря 1977) — советский военачальник, генерал-майор артиллерии, участник Великой Отечественной и советско-японской войн.

## Биография
Василий Григорьевич Зайцев родился 13 марта 1905 года в селе Аспа (ныне — Уинский район Пермского края). В 1923 году был призван на службу в Рабоче-Крестьянскую Красную Армию. В 1927 году окончил Томскую артиллерийскую школу, в 1931 году — Военно-политические курсы имени Энгельса в Ленинграде. С 1933 года — на службе в Военно-морском флоте СССР. В 1935 году окончил курсы усовершенствования командного состава зенитной артиллерии в Хабаровске. после чего служил на штабных должностях в частях противовоздушной обороны Тихоокеанского флота. К началу Великой Отечественной войны командовал 1-м запасным артиллерийским полком ПВО Тихоокеанского флота. В августе 1943 года назначен командиром 2-го запасного артиллерийского полка ПВО Тихоокеанского флота.
В декабре 1943 года Зайцев с группой офицеров Тихоокеанского флота был направлен на Балтийский флот для изучения боевого опыта. В течение двух месяцев, в том числе во время операции по окончательному снятию блокады Ленинграда, находился в действующих частях ПВО Балтийского флота и Ленинградской армии ПВО. Вернувшись на Дальний Восток, Зайцев провёл большую работу по внедрению боевого опыта, особенно по инженерному оборудованию запасных огневых позиций и командных пунктов. Многие бойцы и командиры, проходившие обучение в его полку, успешно проявили себя в боях в Европе.
Участвовал в Советско-японской войне. За несколько месяцев на базе двух отдельных дивизионов ему удалось развернуть, сформировать и подготовить 5 отдельных дивизионов ПВО, прожекторный батальон и 1 роту. Командовал 260-й отдельной бригадой ПВО Тихоокеанского флота. За всё время дальневосточной кампании зенитчики под его командованием не пропустили к прикрываемым объектам ни одного японского самолёта.
После окончания войны продолжал службу в Военно-морском флоте СССР. Был начальником штаба корпуса ПВО Тихоокеанского флота, командовал рядом бригад ПВО. В 1954 году окончил береговое отделение военно-морского факультета Высшей военной академии имени К. Е. Ворошилова. С ноября 1954 года занимал должность помощника по строевой части командующего ВВС Черноморского флота. В январе 1956 года был уволен в запас.
Умер 5 декабря 1977 года, похоронен на кладбище «Кальфа» в Севастополе.

## Награды
- Орден Ленина (20 июня 1949 года);
- 3 ордена Красного Знамени (3 ноября 1944 года, 31 августа 1945 года, 30 апреля 1954 года);
- Орден Красной Звезды (31 мая 1944 года);
- Медали.